# Higashinaruse
Higashinaruse (jap. 東成瀬村 Higashinaruse-mura) – wieś w północnej Japonii, na wyspie Honsiu, w  prefekturze Akita, w powiecie Ogachi. Ma powierzchnię 203,69 km². W 2020 r. mieszkały w nim 2 704 osoby, w 790 gospodarstwach domowych  (w 2010 r. 2 872 osoby, w 873 gospodarstwach domowych) .

## Geografia
Wieś położona jest w południowo-wschodniej części prefektury, nad rzeką Naruse, gdzie zajmuje powierzchnię 203,69 km², przy szerokości 17 i długości 25 km. 93% powierzchni stanowią tereny górskie.
W miejscowości znajdują się jeziora: Ōyanagi i Sukawa.
Przez Higashinaruse przebiegają drogi krajowe: 342 i 397.

Higashinaruse w prefekturze Akita

## Demografia
| 1995  | 2000  | 2005  | 2010  | 2015  | 2020  |
| ----- | ----- | ----- | ----- | ----- | ----- |
| 3 568 | 3 390 | 3 180 | 2 872 | 2 610 | 2 704 |